# Acorypha insignis
Acorypha insignis – gatunek prostoskrzydłego z rodziny szarańczowatych i podrodziny Calliptaminae.

## Taksonomia
Gatunek ten opisany został w 1870 roku przez Francisa Walkera jako Caloptenus insignis. W 1910 w swoim katalogu William Kirby umieścił go w rodzaju Caloptenopsis. Sigfrid Ingrisch w pracy z 1989 roku wymienia go jako przedstawiciela rodzaju Acorypha i taka klasyfikacja obowiązuje.
Lokalizacją typową wskazaną przez Walkera jest Hindustan, co odpowiada Indiom.

## Opis
Ciało średniej wielkości. W oryginalnym opisie wymiary holotypowej samicy zostały określone jako około 38 mm długości i 81 mm rozpiętości przednich skrzydeł. Nayeem i Usmani dla samca z Jharkhandu podają wymiary: 17,8 mm długości ciała, 13,2 długości przednich skrzydeł i 10,2 tylnych ud. Dla odłowionego w Tajlandii samca wymiary wynoszą 20 mm długości ciała, 17 mm przednich skrzydeł i 12 mm tylnych ud. Dla odłowionej tamże samicy są to kolejno 28 mm, 23 mm i 16 mm. Oskórek delikatnie kropkowany. Czułki nitkowate, krótsze niż głowa i przedplecze razem wzięte. Wyrostek przedpiersia silnie walcowatego kształtu. Metazona przedplecza znacznie dłuższa od prozony. Golenie tylnej pary odnóży o niższej ostrodze wewnętrznej strony wystającej za nasadę pazurków, w postaci tępego guzka gęsto i długo owłosionego. Ubarwienie holotypowej samicy zostało określone jako słomkowe, z tylnymi częściami boków głowy białawymi, ceglastymi czułkami, oczami i wewnętrznymi żeberkami przodu głowy i rudopomarańczowawym odwłokiem. Przednie skrzydła bezbarwne, gdzieniegdzie z brązowymi żyłkami, tylne zaś różowawe z różowymi i czarnymi żyłkami. Odnóża ceglaste z tylnymi udami białawymi i czarno nakrapianymi, a tylnymi goleniami pomarańczowymi z czarno zwieńczonymi kolcami.

## Rozprzestrzenienie
Gatunek orientalny. W Indiach wykazany ze stanów Jharkhand, Bihar i Hariana. Podawany też z Półwyspu Arabskiego, jednak nie wchodzi on w zasięg gatunku. W 1985 roku dwa osobniki znaleziono w Tajlandii, jako pierwszych przedstawicieli Calliptaminae ze wschodniej części krainy orientalnej. Okazy były nieco mniejsze niż typowe dla gatunku, a znaleziony samiec miał nieco krótsze walwy penisa, w związku z czym nie wyklucza się istnienia tam odrębnego podgatunku.